# Cervelat

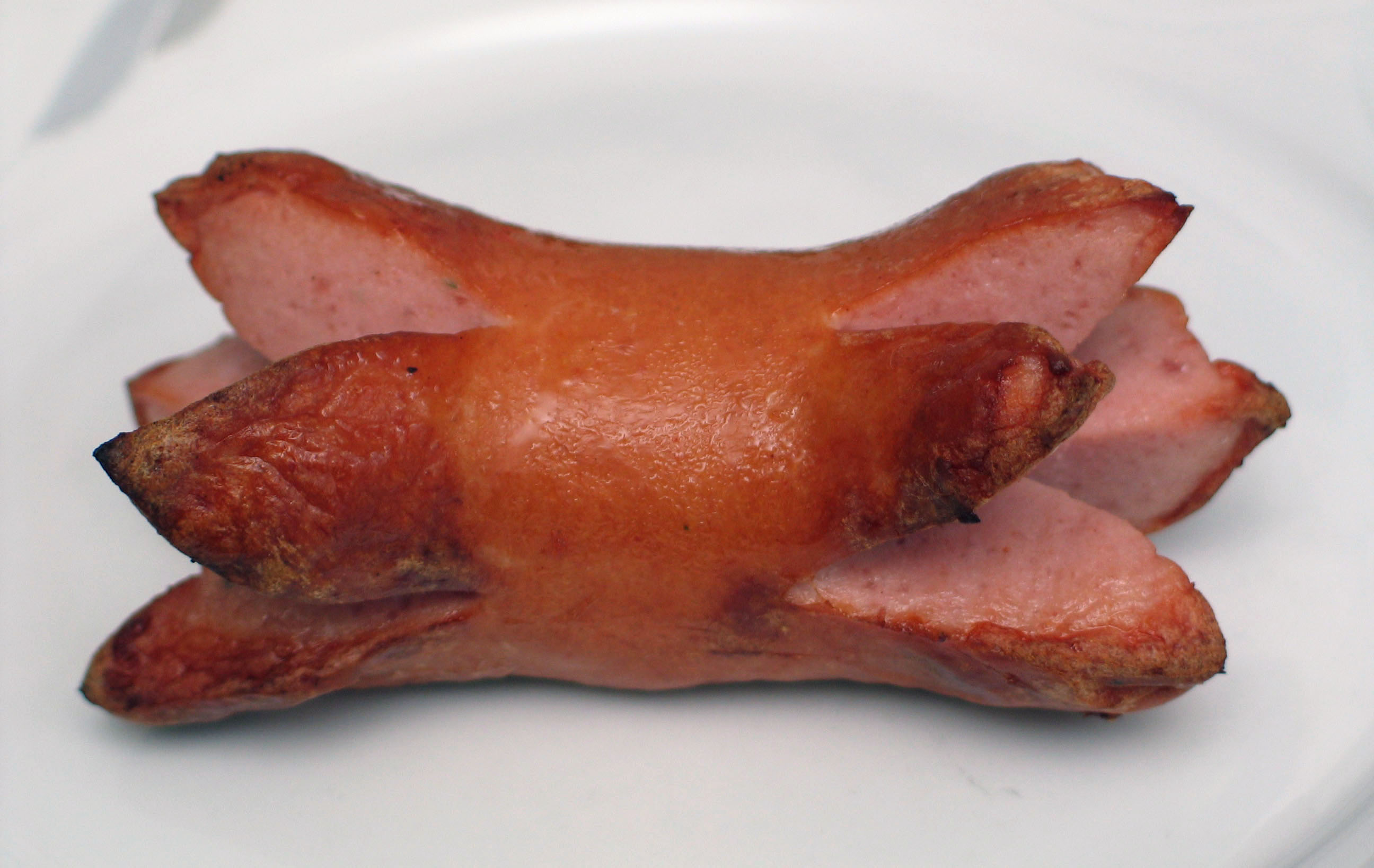

Cervelat, também chamado cervela, servelat ou zervelat, é um tipo de linguiça produzido principalmente na Suíça e em partes da Alemanha. Na sua variedade moderna Suíça, consiste numa mistura de carne bovina, suína e bacon.